# ICESat
ICESat (Ice, Cloud, and land Elevation Satellite, c'est-à-dire « satellite glace, nuage et altitude terrestre ») est une mission spatiale du programme d'observation de la Terre de la NASA lancée en 2003. Ce satellite d'observation de la Terre est chargé de mesurer la masse de la couche de glace du Groenland et de l'Antarctique, les caractéristiques de la couverture nuageuse en particulier des nuages de la stratosphère qui sont communs au-dessus des pôles, la quantité d'aérosols ainsi que la topographie et la végétation à l'échelle du globe. 

## Contexte
ICESat fait partie du programme Earth Observing System qui regroupe un ensemble de satellites de la NASA chargés de collecter des données sur de longues périodes sur la surface de la Terre, la biosphère, l'atmosphère terrestre et les océans de la Terre.

## Objectifs scientifiques
ICESat est conçu pour déterminer comment évoluent les glaces présentes aux pôles de la Terre. L'objectif est déterminer si celles-ci s'épaississent ou au contraire s'amincissent et si le niveau des mers s'élève ou décroît. ICESat doit mesurer la masse des calottes glaciaires et permettre de comprendre comment les changements de l'atmosphère terrestre et du climat affectent les masses de glace polaire et le niveau des mers. ICESat doit également mesurer la distribution générale des nuages et des aérosols pour étudier leurs effets sur les processus atmosphériques et les changements plus globaux. Il doit également mesurer la topographie terrestre, la banquise et la couverture végétale. De manière plus détaillée, ICESat doit répondre aux questions suivantes :
- Est-ce que les calottes glaciaires qui recouvrent l'Antarctique et le Groenland s'épaississent ou s'amincissent ?
- À quelle vitesse s'élève le niveau des mers ?
- Est-ce que dans un climat plus chaud, les calottes glaciaires vont devenir plus minces ou plus épaisses ?

## Caractéristiques techniques
ICESat est un satellite stabilisé sur 3 axes d'une masse de 970 kg utilisant une plate-forme commerciale BCP 2000 développée par le constructeur du satellite Ball Aerospace. Le satellite est conçu pour fonctionner au moins 3 ans. La détermination de l'attitude du satellite repose sur deux viseurs d'étoiles, deux centrales à inertie redondantes, des capteurs solaires et des magnétomètres. La précision de pointage est de 100 milliradians et la stabilité de pointage est de 100 microradians par seconde. Quatre roues de réaction avec un faible niveau de vibration et trois magnéto-coupleurs sont utilisés pour corriger l'orientation. Les deux ensembles de panneaux solaires déployés en orbite et de 3,2 mètres d'envergure disposent d'un degré de liberté. Ils fournissent en moyenne 730 watts dont 350 sont utilisés par la charge utile. La position du satellite est déterminée avec une précision de 15 mètres à l'aide de deux récepteurs GPS dont les données sont traitées au sol. La trajectoire orbitale est corrigée à l'aide de moteurs-fusées à ergols liquides brûlant de l'hydrazine.  La précision de pointage est de 13,3 secondes d'arc. La mémoire de masse est constituée par deux mémoires à semi-conducteurs redondantes d'une capacité de 56 gigabits. Le transfert de données vers la Terre se fait en bande X à l'aide de deux émetteurs redondants utilisant des antennes orientables et avec un débit de 40 mégabits par seconde.

## Instrumentation
Le seul instrument de ICESat est un altimètre spatial de type lidar baptisé GLAS (Geoscience Laser Altimeter System). L'instrument utilise un laser qui émet un faisceau lumineux réfléchi par la surface et dont la lumière en retour est captée par un télescope puis analysée pour déterminer la topographie de la glace (banquise, calotte glaciaire), la structure verticale de l'atmosphère et des aérosols et la hauteur des nuages. GLAS utilise trois lasers Nd-YAG redondants qui émettent chacun à la fois dans l'infrarouge (longueur d'onde 1 064 nm) et dans le vert (532 nm). Les impulsions laser sont émises 40 fois par seconde. Le faisceau infrarouge est utilisé pour les mesures d'altimétrie tandis que le laser vert est utilisé pour les mesures de l'atmosphère. Le télescope qui collecte la lumière réfléchie a un diamètre de 1 mètre. L'instrument a une masse de 298 kg et consomme 330 watts. Pour déterminer sa position, le satellite utilise un récepteur GPS qui est une évolution de l'instrument BlackJack mis au point par le JPL pour la mission Jason-1. La précision atteinte est de 2 à 3 cm. Un rétroréflecteur laser installé sur le satellite est également utilisé pour déterminer depuis le sol l'orbite précise du satellite. 

## Déroulement de la mission
ICESat est lancé le 12 janvier 2003 par un lanceur Delta II depuis la base de lancement de Vandenberg en Californie et placé sur une orbite polaire pratiquement circulaire à une altitude de 600 km. L'instrument GLAS est activé le 20 février mais le premier des trois lasers tombe en panne le 29 mars après seulement 36 jours d'utilisation. La source de l'anomalie est une défaillance de la diode laser. Pour éviter la défaillance des deux autres lasers, un mode de fonctionnement non continu est adopté. L'instrument est utilisé de manière continue durant 1 mois trois fois par an. En 2005, la mission qui a une durée initiale de 3 ans est étendue sur deux années et demie supplémentaires. Le 11 octobre 2009, le dernier laser encore opérationnel cesse de fonctionner. Fin 2009, les tentatives de remettre en marche l'instrument sont arrêtées. La plate-forme reste opérationnelle et le satellite dispose encore de suffisamment d'ergols pour manœuvrer. Le centre de contrôle utilise en juin-juillet 2010 la propulsion du satellite pour abaisser son altitude jusqu'à 200 kilomètres. Le satellite est détruit durant une rentrée atmosphérique qui se produit le 30 août 2010 et qui s'achève au-dessus de la mer de Barents.   

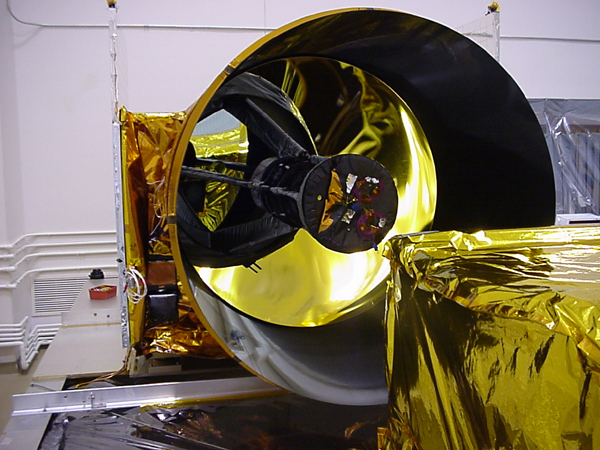
Télescope de l'altimètre GLAS.
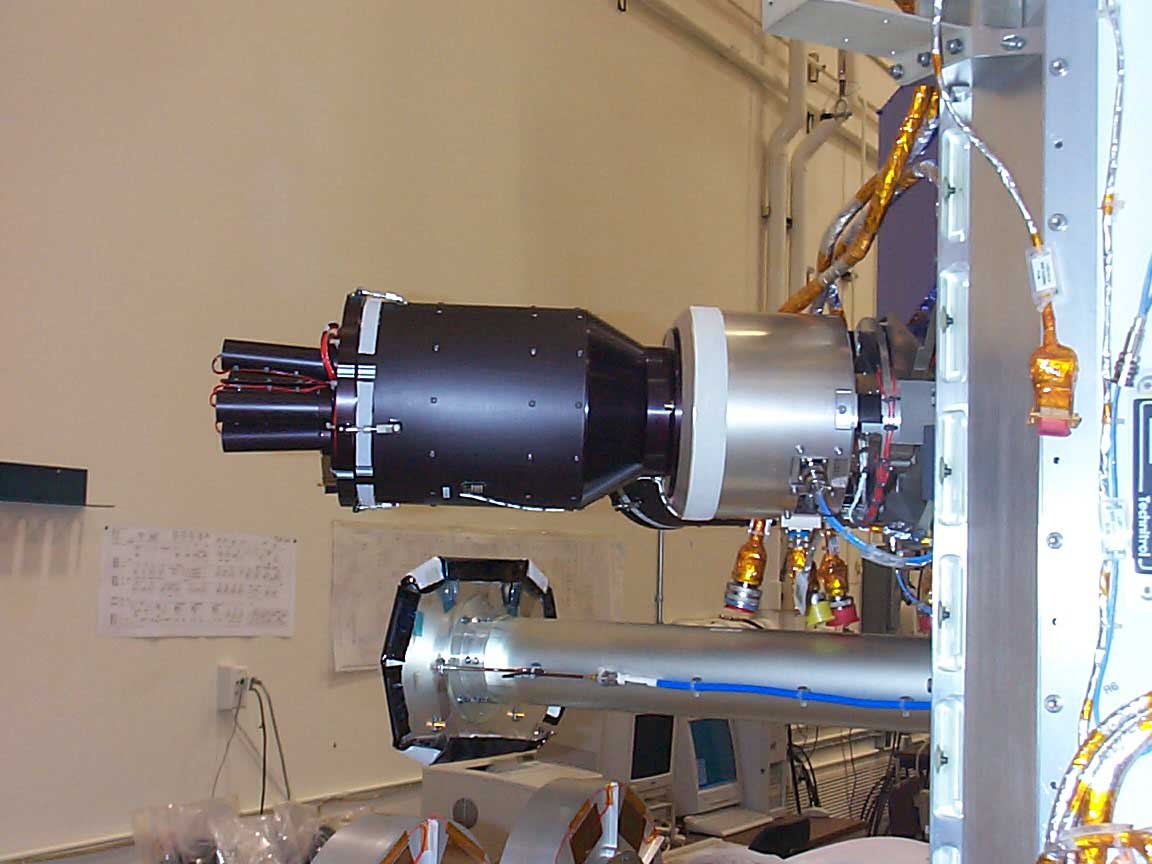
Viseur d'étoiles.
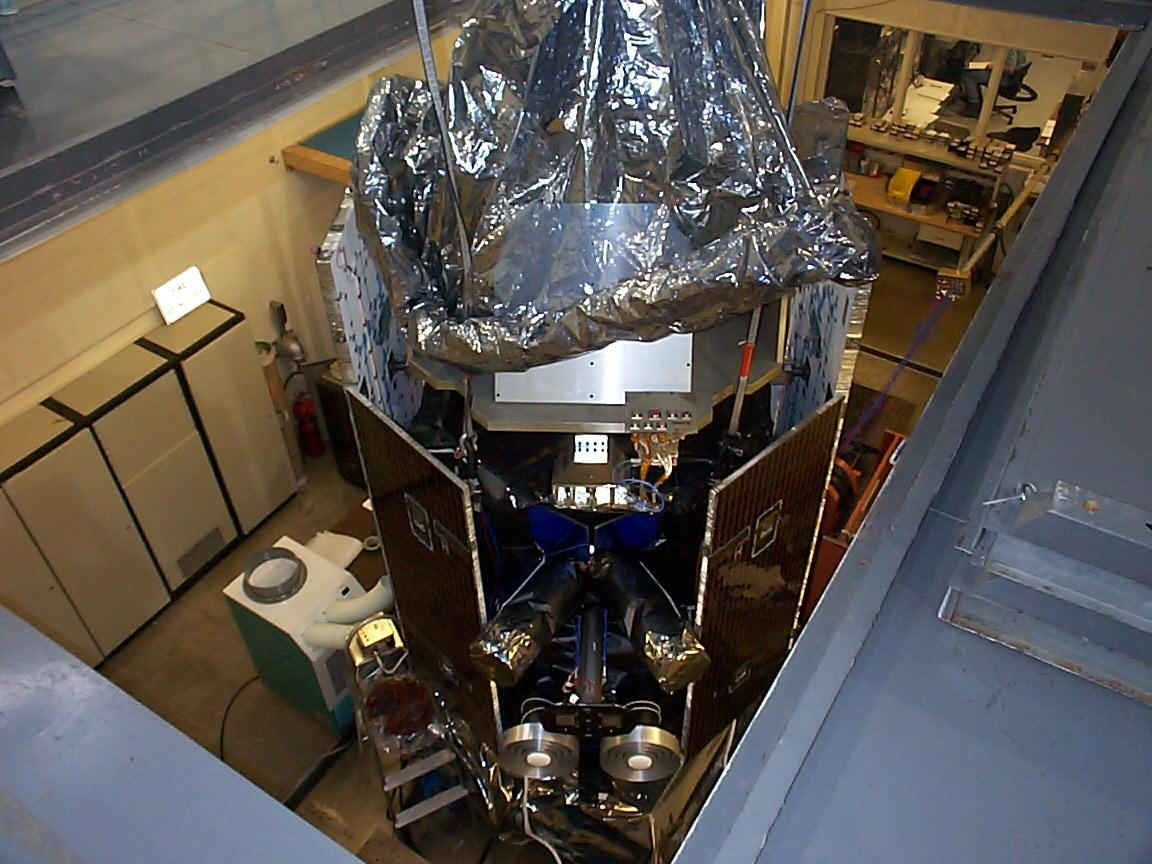
Vue d'ensemble du satellite assemblé durant des essais de vibration.

## Résultats scientifiques

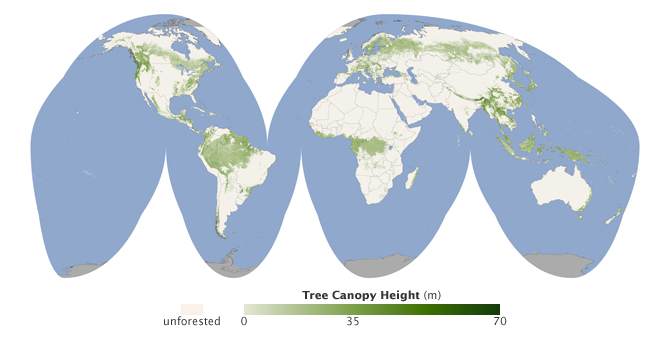
Carte de la couverture forestière de la planète établie à l'aide des données fournies par ICESat.

## Successeur
La NASA donne une suite à cette mission baptisée ICESat-2 pour poursuivre l'étude des changements affectant les glaces polaires, la biomasse et le carbone présent dans la végétation. Le nouveau satellite est lancé le 15 septembre 2018. En attendant de disposer du nouveau satellite, la NASA, dans le cadre du projet IceBridge, utilise un DC-8 pour mesurer l'épaisseur de la couche de glace et collecter d'autres données.